# Hadena schwingenschussi
Hadena schwingenschussi là một loài bướm đêm trong họ Noctuidae.